# San Pedro Puxtla
San Pedro Puxtla é um município do departamento de Ahuachapán, em El Salvador. Sua população estimada em 2007 era de 8 167 habitantes.[carece de fontes?]

## Cantões
Está dividido em seis cantões:
El Cortés, El Durazno, Guachipilín, La Concepción, Pululapa e Texispulco.

## Transporte
O município de San Pedro Puxtla é servido pela seguinte rodovia:
- AHU-15  que liga a cidade de Apaneca ao município de Guaymango
- AHU-16  que liga a cidade de Apaneca ao município
- SON-19, que liga o distrito à cidade de Sonsonate (Departamento de Sonsonate)[1]